# Bimbo Tjihero
Bimbo Tjihero (ur. 1 grudnia 1969 w Okahandji) – namibijski piłkarz grający podczas kariery na pozycji obrońcy.
Przez całą swoją karierę był zawodnikiem Liverpool Okahandja.
W latach 1994–1999 występował w reprezentacji Namibii. W 1998 roku z tą reprezentacją wystąpił na Pucharze Narodów Afryki. Rozegrał w niej 34 mecze i srrzelił 1 gola.